# Madelon Baans
Madelon Gravesteijn-Baans (Rotterdam, 8 oktober 1977) is een Nederlands oud-zwemster. Haar specialisatie was schoolslag. Ze is actief geweest in de top van het zwemmen van 1991 tot 2005. Ze heeft deelgenomen aan drie opeenvolgende Olympische Spelen (Atlanta, Sydney en Athene). Ze is 49-voudig Nederlands Kampioen.

## Carrière
In 1991 nam Baans voor het eerst deel aan een groot internationaal toernooi, het EJK in Antwerpen. Haar afscheid van de Europese top kwam in 2005 bij het EK korte baan in Triëst. In de tussentijd haalde ze een groot aantal Nederlandse titels (49) binnen en zwom een groot aantal Nederlandse Records. Tijdens haar loopbaan nam ze 7 keer deel aan het EK korte baan (1996, 1998, 2001, 2002, 2003, 2004 en 2005) en won daar in de 4x50m wisselslag estafette één keer zilver en drie keer brons. Ze nam in totaal 6 keer deel aan de EK lange baan (1993, 1995, 1997, 2000, 2002 en 2004) en won daar één keer brons op de 4x100m wisselslag estafette. Verder nam ze één keer deel aan het WK korte baan (1999) en 4 keer aan het WK lange baan (1998, 2001, 2003 en 2005). Ze heeft ook 3 Olympische Spelen op haar CV staan: 1996 Atlanta, 2000 Sydney en 2004 Athene.
Baans heeft een tijd bij PSV en Jacco Verhaeren gezwommen. Haar prestaties gingen in die periode echter achteruit en uiteindelijk maakt ze de keuze om weer bij haar oude club en trainer te gaan zwemmen, Dick Bergsma bij de Kempvis. Toen kwam er weer een stijgende lijn in haar presteren, ondanks dat ze minder ging trainen en naast het zwemmen een studie Communicatie ging volgen.
Voor de gemeenteraadsverkiezingen in 2010 stond Madelon Baans op de kandidatenlijst van de lokale partij Onafhankelijk Nieuw Spijkenisse (ONS) in haar woonplaats, Spijkenisse, op nummer 5 van de lijst. Ze zat vier jaar in de gemeenteraad van Spijkenisse. Daarnaast werkte ze enkele jaren bij TNO als marketing- en communicatieadviseur voor het thema Gezond Leven. Sinds april 2015 werkt ze als zelfstandige als adviseur Sport & Communicatie.

## Beste tijden
- Korte baan
  - 50m schoolslag: 31.41
  - 100m schoolslag: 1.07.96
  - 200m schoolslag: 2.29.74
- Lange baan
  - 50m schoolslag: 32.14
  - 100m schoolslag: 1.09.67
  - 200m schoolslag: 2.32.16

## Zie verder
- lijst van zwemmers